# Ålsalamandrar
Ålsalamandrar (Amphiumidae) är en familj bland stjärtgroddjuren, som innehåller det enda släktet Amphiuma med tre arter.
Familjen, och släktet, är långsträckta, kraftiga salamandrar med mycket små ben och ålliknande kroppform, därav det svenska namnet. De saknar ögonlock och tunga. Färgen är brunsvart, och längden varierar från 20 cm upp till 1 m. Ålsalamandrarna är vattenlevande och återfinns i floder, kärr och sjöar i sydöstra USA, där de vanligtvis gömmer sig på bottnen. Ålsalamandrar andas med lungor; trots detta har de behållit en av de tre gälspringorna från larvstadiet. Om vattendragen där de lever torkar ut, kan de klara sig genom att bilda en slemkokong, nergrävda i bottenslammet. Familjemedlemmarna lever bland annat på kräftdjur och fisk, och kan bli upp till 27 år gamla. 
Efter parningen lägger honan cirka 150 ägg som har ungefär en diameter av 9 mm. Äggen göms i grunda områden av vattenansamlingar, ofta under rötter eller grenar som ligger i vattnet. Efter kläckningen är larverna cirka 60 till 75 mm långa och de har gälar på huvudets utsida.
Arter enligt Amphibian Species of the World:
- Tvåtåig ålsalamander (Amphiuma means)
- Amphiuma pholeter
- Amphiuma tridactylum

Dessutom blev tre utdöda arter beskrivna.